# Хонфи, Карой
Ка́рой Хо́нфи (венг. Honfi Károly; 25 октября 1930, Будапешт — 14 августа 1996, там же) — венгерский шахматист, почётный гроссмейстер (1996). Международный мастер ИКЧФ (1991).

## Шахматная карьера
Чемпион Венгрии среди школьников (1948). Двукратный серебряный призёр чемпионатов Венгрии (1958 и 1965). Трёхкратный чемпион Будапешта (1961, 1981 и 1982).
В составе национальной сборной участник следующих соревнований:
- 2 шахматные олимпиады (1958, 1962).
- 4 командных чемпионата Европы (1961—1973). Выиграл 4 медали в команде — 1 серебряную (1970) и 3 бронзовые (1961, 1965, 1973), а также 2 медали в индивидуальном зачёте — серебряную (1965) и бронзовую (1961).
- 3-я шахматная олимпиада по переписке (1958—1961). команды Венгрии заняла 2-е место.

В составе команды «Spartacus Budapest» участник Кубка европейских клубов 1975/1976. Команда дошла по полуфинала.
Лучшие результаты в международных турнирах: Балатонфюред (1960) — 1—2, Кечкемет (1962) — 4—5, Реджо-нель-Эмилия и Нови-Сад (1962), Чачак (1968) — 2, Вейк-ан-Зее (1969) — 3-е, Кечкемет (1970 и 1975) и Тимишоара (1972) — 1, Суботица (1975) — 2-3, Печ (1976) — 1, Вена, (1976) — 3, Баден-Баден (1979) 1-е, Рио-де-Жанейро (1979) — 1-3, Лихтенштейн (1983) — 2-5, Вроцлав (1984 и 1985) 1-е и 2-4-е м.
В период с 1984 по 1992 гг. активно играл в шахматы по переписке.
Был женат на шахматистке Каролине Хонфи.

## Изменения рейтинга
| Графики недоступны из-за технических проблем. См. информацию на Фабрикаторе и на mediawiki.org. |